# Shoshana Zuboff
Shoshana Zuboff és escriptora i psicòloga, autora dels llibres In the Age of the Smart Machine: The Future of Work and Power i The Support Economy: Why Corporations Are Failing Individuals and the Next Episode of Capitalism, escrit a quatre mans amb James Maxmin. El seu llibre força posterior The Age of Surveillance Capitalism: The Fight for a Human Future at the New Frontier of Power sintetitza temes que havia tractat amb anterioritat: la revolució digital, l'evolució del capitalisme, el naixement històric de la individualitat psicològica i les condicions que requereix el desenvolupament humà.
En el conjunt de l'obra de Zuboff tenen origen un bon nombre de neologismes i conceptes encunyats per ella: "capitalisme de vigilància", "divisió educativa en la societat", "economies d'acció", "els mitjans de modificació de comportament", "civilització de la informació", "treball mediat per ordinador", la dialèctica automat/informat, "abstracció de treball" i "individualització del consum". Es va doctorar en psicologia social a la Universitat Harvard després de llicenciar-se en filosofia a la Universitat de Chicago. Zuboff va entrar a l'Escola de Negocis Harvard, on va ocupar la càtedra Charles Edward Wilson d'Administració d'Empreses i esdevingué una de les primeres dones que va ocupar un càrrec a la facultat de Negocis de Harvard. Entre 2014 i 2015 va ser professora associada al Berkman Klein Center for Internet and Society i a la Harvard Law School.

## El capitalisme de vigilància
L'obra recent de Zuboff s'articula entorn a les noves formes mercantils i a una lògica específica de l'acumulació del capital que ella anomena "capitalisme de vigilància". Aquest concepte va veure la llum en un text de 2014, "A Digital Declaration", que va ser publicat pel diari Frankfurter Allgemeine Zeitung tant en alemany com en anglès. El 2015, Shoshana Zuboff va explorar amb més profunditat les idees que havia aportat en aquell article en forma d'escrit acadèmic al Journal of Information Technology, titulat Big Other: Surveillance Capitalism and the Prospects of an Information Civilization, que li valgué el premi al millor assaig acadèmic de 2016 de la Conferència Internacional d'Investigadors dels Sistemes de la Informació.
El capitalisme de vigilància i les conseqüències que té a la societat del segle XXI són teoritzats més a fons en el seu llibre The Age of Surveillance Capitalism: The Fight for a Human Future at the New Frontier of Power. La recerca de Zuboff sobre el capitalisme de vigilància com a "mutació deshonesta del capitalisme" ha esdevingut un marc teòric rellevant en les investigacions sobre big data i el camp més ampli de la vigilància comercial que descriu com a "ordre econòmic basat en la vigilància". Segons l'autora, ni les lleis de privadesa i protecció de dades ni les lleis sobre la competència ofereixen una salvaguarda efectiva contra les pràctiques sense precedents que han esdevingut comunes amb el capitalisme de vigilància, que descriu com una nova lògica social i econòmica. En aquest llibre apareix per primer cop el seu concepte de "poder instrumentari", en contrast al poder totalitari. El poder instrumentari és una de les conseqüències de les operacions de vigilància capitalista que representen una amenaça contra l'autonomia personal i la democràcia.
Zuboff interpreta molts temes contemporanis des de la perspectiva teòrica del control, com ara l'atac a la privacitat i l'anomenada "paradoxa de la privadesa", les fake news, el seguiment continuat dels usuaris, la incapacitat legislativa i reguladora davant d'aquests canvis, la governança algorítmica, l'addicció als mitjans i xarxes socials, la supressió dels drets humans i la desestabilització econòmica, entre molts altres, qüestionats sobre la base dels imperatius socials que s'haurien de prendre.

## Primeres obres

### In the Age of the Smart Machine
El seu llibre de 1988 és un estudi sobre la tecnologia de la informació en l'àmbit específic de l'entorn laboral. Aquest llibre conceptualitza diversos aspectes del coneixement, l'autoritat i el poder en les modalitats de feina relacionades per la informació, com poden ser la dualitat de la tecnologia de la informació entre informàtica i automàtica, l'abstracció del treball relacionada amb la tecnologia de la informació i la demanda de capacitats laborals intel·lectuals que l'acompanyen, el treball mediat per ordinador, "el panòptic de la informació", la tecnologia de la informació com a potencial desplaçament de l'autoritat, la construcció social de la tecnologia, el canvi que va d'una divisió del treball a una divisió del coneixement i els patrons inherentment col·laboratius característics del treball informatitzat.

### The Support Economy
Aquest llibre, escrit amb James Maxmin, va ser producte de la seva recerca multidisciplinària que incorpora elements d'història, sociologia, gestió administrativa i econòmica. En aquest llibre, la tesi és que existeix una nova estructura de demanda associada amb la "individualització del consum", que ha estat a l'origen de multitud de problemes i fallides institucionals en tots els àmbits, i que inclouen una divisió cada cop més forta entre individus i les organitzacions comercials de les quals depenen.
Escrit abans de l'aparició de l'iPod o de la penetració omnipresent d'internet, Zuboff i Maxmin creuen que la generació de riquesa en una societat individualitzada requeriria que les noves capacitats digitals fossin completament esteses per tal de possibilitar un "capitalisme distribuït". Aquest concepte difereix del focus en les economies d'escala, intensificació d'actius, concentració, control central i transaccions anònimes en l'espai organitzatiu i se centra en relacions orientades al suport en espais individualitzats amb productes i serveis configurats i distribuïts de cara a necessitats i desigs més individualitzats.